# Daniel Fellner (Musiker)

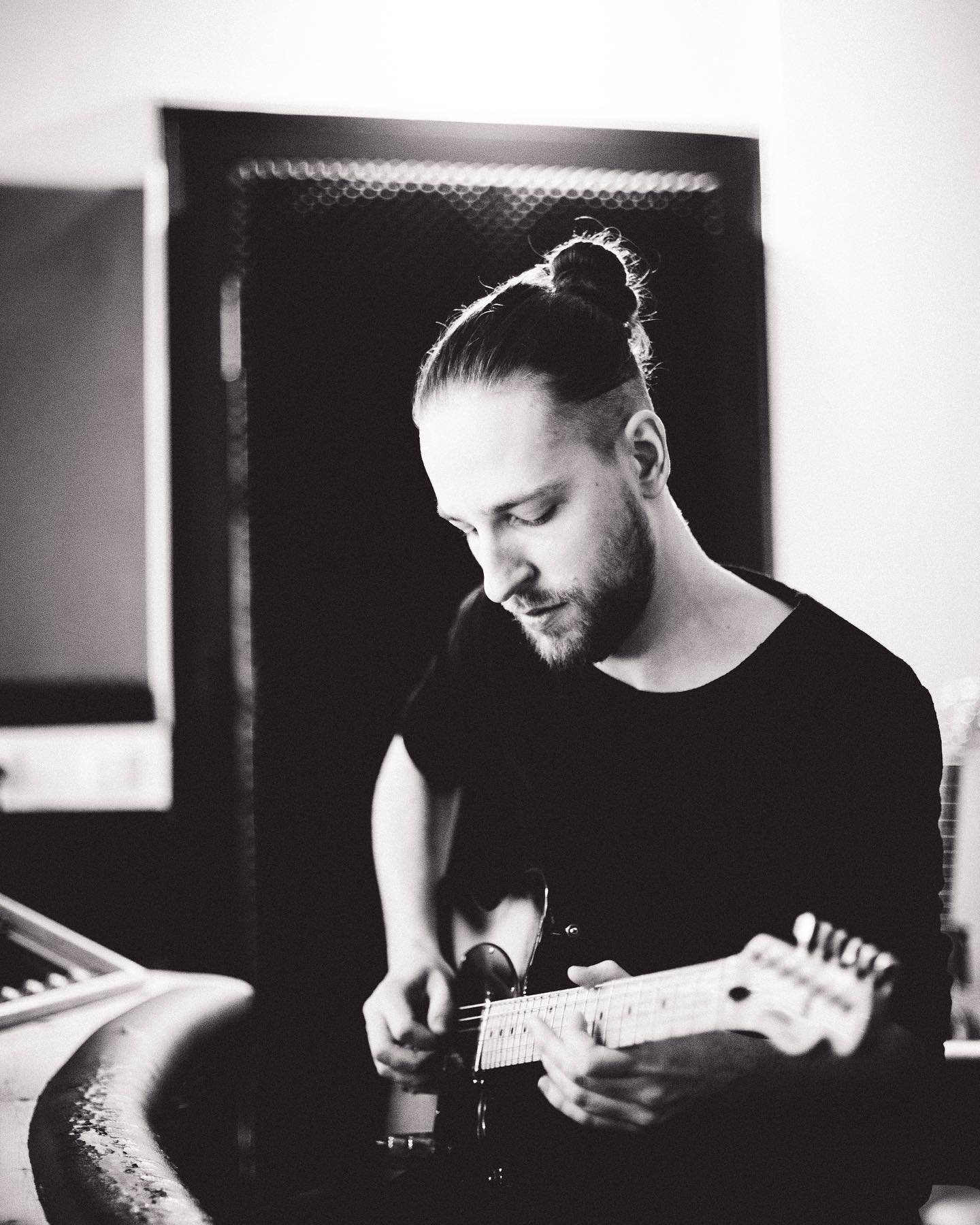
Daniel Fellner (2020)

Daniel Fellner (* 1. Juni 1988 in Wiener Neustadt) ist ein österreichischer Musiker und Musikproduzent.

## Karriere
Im Jahr 2009 war Daniel Fellner Gründungsmitglied der Metal-Band Devastating Enemy. Gemeinsam veröffentlichten sie eine EP und zwei Alben und absolvierten internationale Auftritte (Metalfest, Metalcamp, Kaltenbach Open Air uvm.). Parallel sammelte er Erfahrung als Produzent mit diversen, österreichischen dem Metalcore, Trash und Rock zugehörigen Interpreten.
Ebenfalls 2009 schloss er sich mit drei weiteren Musikern, darunter Bernhard Speer, aus Wiener Neustadt zur Formation Toyhead zusammen. Speer engagierte ihn schließlich einige Jahre später als Gitarristen, um bei Live-Auftritten das Duo Seiler und Speer zu unterstützen. Schnell intensivierte sich die Zusammenarbeit und Fellner wurde Produzent der überwiegenden Anzahl ihrer Songs und etablierte sich als Bandleader.
Im November 2015 platzierte sich Ham kummst auf Platz 1 der österreichischen Single-Charts. In Deutschland wurde ein 45. Platz erreicht. Das dazugehörige zählt mittlerweile (Stand Anfang Dezember 2023) über 46 Millionen Aufrufe auf der Videoplattform YouTube. Das gleichnamige Debütalbum Ham kummst befand sich in Österreich 357 Wochen in den Charts und erhielt sechsfach Platin.
Im Jahr 2017 erschien das zweite von Fellner aufgenommene, produzierte und gemasterte Seiler und Speer-Album Und weida?.
Fortan arbeitete er unter anderem für und mit Turbobier, Popwal, Harakiri for the Sky und Boon.
Auf dem Seiler und Speer-Album Für immer fand sich 2019 der erste von Fellner mitkomponierte Hit Herr Inspektor, welcher Platz 12 der österreichischen Single-Charts erreichen konnte. Außerdem wurde er als Song des Jahres mit dem Amadeus Austrian Music Award ausgezeichnet. Mit Ala bin vom selben Longplayer erklomm ein weiterer von Daniel Fellner produzierte Song Platz 2 der Single-Charts. Insgesamt durfte er sich auf diesem dritten Album der Band vermehrt als Songwriter einbringen.
Im Jahr 2021 steuerte er für das Album EAVliche Weihnachten – Ihr Sünderlein kommet! der Ersten Allgemeinen Verunsicherung (EAV) als Studiomusiker und Mitproduzent Gesang, Gitarre, Keyboard und Akkordeon bei. Weiters produzierte er den Song Aktenzeichen 71/21 für Wolfgang Ambros.
Mit Pizzera&Jaus arbeitete Fellner 2022 erstmals für einen Titel auf dem Album Comedian Rhapsody zusammen. Für die Filmmusik von Pulled Pork, in dem das Duo als Hauptdarsteller zu sehen ist, zeichneten er und Paul Pizzera verantwortlich.
Gemeinsam mit Paul Pizzera und Christopher Seiler gründete er 2023 das Trio AUT of ORDA um „Dialekt-Pop für den Dancefloor“ zu produzieren. Die fünfte Single Fix net normal erreichte die Top 3 der österreichischen Charts, die erste Show in der ausverkauften Marx-Halle hatte 5.000 Zuschauer.
Im April 2024 erschien das Debüt-Album Das Empörium schlägt zurück und stieg sofort auf Platz 1 der österreichischen Album-Charts ein. Die gleichnamige Tournee, auf der er als Gitarrist und Keyboarder wirkte, beinhaltete unter anderem Auftritte auf dem Nova Rock und dem Woodstock der Blasmusik.

## Diskografie
Daniel Fellner als Autor und Produzent in den Charts

| Jahr | Titel Interpretation                 | Höchstplatzierung, Gesamtwochen, AuszeichnungChartplatzierungen (Jahr, Titel, Interpretation, Platzierungen, Wochen, Auszeichnungen, Anmerkungen) | Höchstplatzierung, Gesamtwochen, AuszeichnungChartplatzierungen (Jahr, Titel, Interpretation, Platzierungen, Wochen, Auszeichnungen, Anmerkungen) | Anmerkungen |
| Jahr | Titel Interpretation                 | DE | AT | Anmerkungen |
| ---- | ------------------------------------ | --- | --- | ----------- |
| 2015 | Ham kummst Seiler und Speer          | DE45 (25 Wo.)DE | AT1 (58 Wo.)AT |             |
| 2018 | Ois Ok Seiler und Speer              | — | AT50 (3 Wo.)AT |             |
| 2018 | Ala bin Seiler und Speer             | — | AT2 (28 Wo.)AT |             |
| 2019 | Herr Inspektor Seiler und Speer      | — | AT12 (27 Wo.)AT |             |
| 2019 | Weust a Mensch bist Seiler und Speer | — | AT28 (3 Wo.)AT |             |
| 2020 | Principessa Seiler und Speer         | — | AT26 (20 Wo.)AT |             |
| 2021 | Hödn Seiler und Speer                | — | AT20 (22 Wo.)AT |             |
| 2023 | Mi amor AUT of ORDA                  | — | AT29 (13 Wo.)AT |             |
| 2023 | Fix net normal AUT of ORDA           | — | AT3 (11 Wo.)AT |             |
| 2023 | Nebel AUT of ORDA                    | — | AT70 (1 Wo.)AT |             |